# Treron olax
Il piccione verde minore (Treron olax Temminck, 1823) è un uccello della famiglia dei Columbidi diffuso nella penisola malese e nelle Grandi Isole della Sonda.